# Интеграция данных
Интеграция данных включает объединение данных, находящихся в различных источниках, и предоставление данных пользователям в унифицированном виде. Этот процесс становится существенным как в коммерческих задачах (когда двум похожим компаниям необходимо объединить их базы данных), так и в научных (комбинирование результатов исследования из различных биоинформационных репозиториев, для примера). Роль интеграции данных возрастает, когда увеличивается объём и необходимость совместного использования данных. Это стало фокусом обширной теоретической работы, а многочисленные проблемы остаются нерешёнными[прояснить].

## Уровни интеграции данных
Системы интеграции данных могут обеспечивать интеграцию данных на физическом, логическом и семантическом уровне. Интеграция данных на физическом уровне с теоретической точки зрения является наиболее простой задачей и сводится к конверсии данных из различных источников в требуемый единый формат их физического представления. Интеграция данных на логическом уровне предусматривает возможность доступа к данным, содержащимся в различных источниках, в терминах единой глобальной схемы, которая описывает их совместное представление с учетом структурных и, возможно, поведенческих (при использовании объектных моделей) свойств данных. Семантические свойства данных при этом не учитываются. Поддержку единого представления данных с учетом их семантических свойств в контексте единой онтологии предметной области обеспечивает интеграция данных на семантическом уровне.
Процессу интеграции препятствует неоднородность источников данных, в соответствии с уровнем интеграции. Так, при интеграции на физическом уровне в источниках данных могут использоваться различные форматы файлов. На логическом уровне интеграции может иметь место неоднородность используемых моделей данных для различных источников или различаются схемы данных, хотя используется одна и та же модель данных. Одни источники могут быть веб-сайтами, а другие — объектными базами данных и т. д. При интеграции на семантическом уровне различным источникам данных могут соответствовать различные онтологии. Например, возможен случай, когда каждый из источников представляет информационные ресурсы, моделирующие некоторый фрагмент предметной области, которому соответствует своя понятийная система, и эти фрагменты пересекаются.

## Возникающие задачи
При создании системы интеграции возникает ряд задач, состав которых зависит от требований к ней и используемого подхода. К ним, в частности, относятся:
- Разработка архитектуры системы интеграции данных;
- Создание интегрирующей модели данных, являющейся основой единого пользовательского интерфейса в системе интеграции;
- Разработка методов отображения моделей данных и построение отображений в интегрирующую модель для конкретных моделей, поддерживаемых отдельными источниками данных;
- Интеграция метаданных, используемых в системе источников данных;
- Преодоление неоднородности источников данных;
- Разработка механизмов семантической интеграции источников данных.

## Архитектуры систем интеграции

### Консолидация
В случае консолидации данные извлекаются из источников, и помещаются в Хранилище данных. Процесс заполнения Хранилища состоит из трех фаз — извлечение, преобразование, загрузка (Extract, Transformation, Loading — ETL). Во многих случаях именно ETL понимают под термином «интеграция данных». Еще одна распространенная технология консолидации данных — управление содержанием корпорации (enterprise content management, сокр. ECM). Большинство решений ECM направлены на консолидацию и управление неструктурированными данными, такими как документы, отчеты и web-страницы.
Консолидация — однонаправленный процесс, то есть данные из нескольких источников сливаются в Хранилище, но не распространяются из него обратно в распределенную систему. Часто консолидированные данные служат основой для приложений бизнес-аналитики (Business Intelligence, BI), OLAP-приложений.
При использовании этого метода обычно существует некоторая задержка между моментом обновления информации в первичных системах и временем, когда данные изменения появляются в конечном месте хранения. Конечные места хранения данных, содержащие данные с большими временами отставания (например, более одного дня), создаются с помощью пакетных приложений интеграции данных, которые извлекают данные из первичных систем с определенными, заранее заданными интервалами. Конечные места хранения данных с небольшим отставанием обновляются с помощью оперативных приложений интеграции данных, которые постоянно отслеживают и передают изменения данных из первичных систем в конечные места хранения.

### Федерализация
В федеративных БД физического перемещения данных не происходит: данные остаются у владельцев, доступ к ним осуществляется при необходимости (при выполнении запроса). Изначально федеративные БД предполагали создание в каждом из n узлов n-1 фрагментов кода, позволяющего обращаться к любому другому узлу. При этом федеративные БД отделяли от медиаторов.
При использовании медиатора создается общее представление (модель) данных. Медиатор — посредник, поддерживающий единый пользовательский интерфейс на основе глобального представления данных, содержащихся в источниках, а также поддержку отображения между глобальным и локальным представлениями данных. Пользовательский запрос, сформулированный в терминах единого интерфейса, декомпозируется на множество подзапросов, адресованных к нужным локальным источникам данных. На основе результатов их обработки синтезируется полный ответ на запрос. Используются две разновидности архитектуры с посредником — Global as View и Local as View.
Отображение данных из источника в общую модель выполняется при каждом запросе специальной оболочкой (wrapper). Для этого необходима интерпретация запроса к отдельным источникам и последующее отображение полученных данных в единую модель. Сейчас этот способ также относят к федеративным БД.
Интеграция корпоративной информации (Enterprise information integration, сокр. EII) — это пример технологии, которая поддерживает федеративный подход к интеграции данных.
Изучение и профилирование первичных данных, необходимые для федерализации, несильно отличаются от аналогичных процедур, требуемых для консолидации.

### Распространение данных
Приложения распространения данных осуществляют копирование данных из одного места в другое. Эти приложения обычно работают в оперативном режиме и производят перемещение данных к местам назначения, то есть зависят от определенных событий. Обновления в первичной системе могут передаваться в конечную систему синхронно или асинхронно. Синхронная передача требует, чтобы обновления в обеих системах происходили во время одной и той же физической транзакции. Независимо от используемого типа синхронизации, метод распространения гарантирует доставку данных в систему назначения. Такая гарантия — это ключевой отличительный признак распространения данных. Большинство технологий синхронного распространения данных поддерживают двусторонний обмен данными между первичными и конечными системами. Примерами технологий, поддерживающих распространение данных, являются интеграция корпоративных приложений (Enterprise application integration, сокр. EAI) и тиражирование корпоративных данных (Еnterprise data replication, сокр. EDR). От федеративных БД этот способ отличает двустороннее распространение данных.

### Сервисный подход
Сервисно-ориентированная архитектура SOA (Service Oriented Architecture), успешно применяемая при интеграции приложений, применима и при интеграции данных. Данные также остаются у владельцев и даже местонахождение данных неизвестно. При запросе происходит обращение к определённым сервисам, которые связаны с источниками, где находится информация и её конкретный адрес.
Интеграция данных объединяет информацию из нескольких источников таким образом, чтобы её можно было показать клиенту в виде сервиса. Сервис — это не запрос в традиционном смысле обращения к данным, скорее, это извлечение некоторой бизнес-сущности (или сущностей), которое может быть выполнено сервисом интеграции через серию запросов и других сервисов. Подход SOA концентрируется, в первую очередь, на определении и совместном использовании в форме сервисов относительно ограниченного количества самых важных бизнес-функций в корпорации. Следовательно, сервис-ориентированные интерфейсы в довольно большой степени строятся на ограниченном количестве запросов на необходимую информацию, которую нужно представить потребителю.
Имея соответствующие учетные данные системы безопасности, потребитель может осуществить выборку любых данных из источника через почти неограниченное количество различных запросов SQL. Но для этого потребитель должен иметь представление о модели источника данных и способе создания результата с использованием этой базовой модели. Чем сложнее модель источника данных, тем более сложной может оказаться эта задача.

### Кроме того
В  описан пример гибридного подхода.
Другая классификация методов приведена в .

## Проблемы интеграции информации
Вне зависимости от выбранных технологии и метода интеграции данных, остаются вопросы, связанные с их смысловой интерпретацией и различиями в представлении одних и тех же вещей. Именно, приходится разрешать несоответствие схем данных  и несоответствие самих данных.

### Типы несоответствия схем данных
- Конфликты неоднородности (используются различные модели данных для различных источников);
- Конфликты именования (в различных схемах используется различная терминология, что приводит к омонимии и синонимии в именовании);
- Семантические конфликты (выбраны различные уровни абстракции для моделирования подобных сущностей реального мира);
- Структурные конфликты (одни и те же сущности представляются в разных источниках разными структурами данных).

Структурные и семантические конфликты выливаются в следующие проблемы:
1. Различие в типах данных. Некоторый домен в одном источнике может представляться числом, в другом — строкой фиксированной длины, в третьем — строкой переменной длины.
2. Различие в единицах измерения. В одной БД указана величина в сантиметрах, в другой — в дюймах. В этом случае существует отображение 1:1.
3. Различие в множестве допустимых значений. Один и тот же признак может определяться разными наборами констант. Например, выполнение задания одним источником может оцениваться по четырехбальной шкале(неудовлетворительно, удовлетворительно, хорошо, отлично), другим — по трехбальной (-,±,+), третьим — по стобальной. Отображение не является 1:1, оно может быть многозначным, может не иметь обратного, может зависеть от сторонних данных (например, 30 по математике соответствовать «удовлетворительно», а по русскому языку — «неудовлетворительно»).
4. Различие «домен-отношение». Домен в одной БД (напр строковое значение) соответствует таблице в другой БД (записи из таблицы-справочника).
5. Различие «домен — группа доменов». В одном источнике адрес записывается одной строкой, в другом — отдельные поля для улицы, дома, строения, квартиры.
6. Различие «данные-схема». Данные одной БД соответствуют схеме (метаданным) другой. В одной БД «инженер» — значение атрибута «должность» отношения «работник», в другой «инженеры» — отношение, содержащее некоторых работников, в то время как «бухгалтеры» содержит других.
7. Отсутствующие значения. В каком-то из источников может отсутствовать информация, имеющаяся в большинстве других.

Разрешение этих несоответствий часто выполняется вручную. Обзор автоматических методов разрешения несоответствия схем можно найти в .

### Типы несоответствия собственно данных
1. Различие формата данных. «ул. Бахрушина, 18-1» или «Бахрушина, д.18, стр.1»; «8(910)234-45-32» или «8-910-234-45-32».
2. Различие в представлении значений. Например, некая организация может быть записана в отдельных источниках как «Новолипецкий металлургический комбинат», «НЛМК», «ОАО НЛМК».
3. Потеря актуальности данных одним из источников. Например, смена фамилии при замужестве: в одной БД записана новая фамилия, в другой старая, и они не совпадают.
4. Наличие ошибок операторского ввода (или ошибок распознавания бланков) в отдельных источниках данных. Сюда относятся механические опечатки, ошибки восприятия на слух сложнопроизносимых имен/названий, отсутствие единых стандартов транскрипции с иностранных языков.
5. Намеренное внесение искажений с целью затруднить идентификацию сущностей.

Перечисленные различия приводят к дублированию записей при интеграции данных в одну БД. Разрешение перечисленных проблем и устранение дублирования записей вручную практически невозможно. Имеется множество методов для её автоматического и полуавтоматического решения. По-русски задача не имеет устоявшегося термина (применяются «сопоставление записей», «вероятностное соединение», «нестрогое соединение», «нестрогое соответствие»). В зарубежных работах эта задача носит название Identity resolution, или Record linkage (есть и другие синонимы). Обзор методов можно найти в .